# PORT.hu

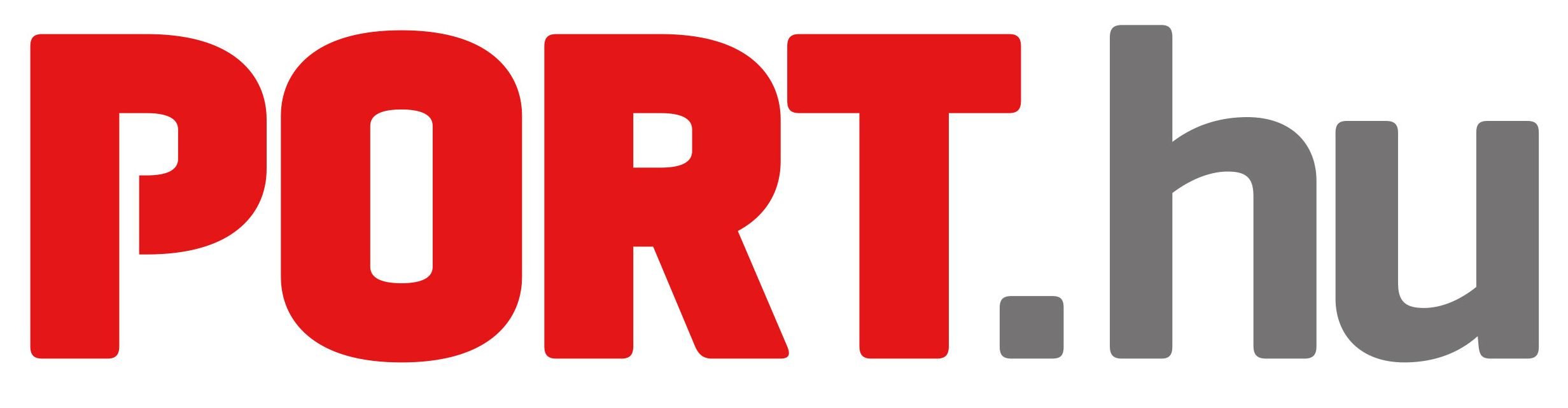

PORT.hu este un sit web cultural care a luat ființă în anul 1995, el fiind inițiat de Veszelovszki Zsolt din satul Csabdin, județul Fejér, Ungaria. Pagina din internet este vizionată zilnic de aproape 350 000 de persoane.

## Legături externe
- Site oficial